# قص (أدب)
القصّ هو استخدام التعليق المكتوب أو المنطوق لنقل قصة للجمهور. يتم نقل القص بواسطة الراوي وهو شخص معين أو صوت أدبي غير محدد، تم تطويره بواسطة مبتكر القصة، لإيصال المعلومات للجمهور، خاصة حول الحبكة (سلسلة الأحداث). القص عنصر مطلوب في كل القصص المكتوبة (الروايات، القصص القصيرة، القصائد، المذكرات، إلخ)، ووظيفتهُ هي نقل القصة بأكملها. ومع ذلك، يعتبر القص اختياريًا في معظم تنسيقات قص القصص الأخرى، مثل الأفلام والمسرحيات والبرامج التلفزيونية وألعاب الفيديو، حيث يمكن نقل القصة من خلال وسائل أخرى، مثل الحوار بين الشخصيات أو الحركة المرئية.
يشمل الوضع القصي مجموعة الخيارات التي يطور من خلالها منشئ القصة الراوي والقص:
- وجهة نظر القص أو المنظور أو الصوت: اختيار الشخص النحوي الذي يستخدمه الراوي لتحديد ما إذا كان الراوي والجمهور مشاركين في القصة أم لا. أيضًا، يشمل هذا نطاق المعلومات أو المعرفة التي يقدمها الراوي[6]
- زمن القص: اختيار صيغة الزمن النحوي في الماضي أو الحاضر لإثبات الإكمال المسبق أو الفوري الحالي للحبكة.[7]
- تقنية القص: أي من مختلف أساليب أخرى اختارت أن مساعدة يروي قصة، مثل إنشاء القصة تحديد (الموقع في الزمان والمكان)، وضع الحروف، واستكشاف مواضيع (الأفكار الرئيسية أو الموضوعات)، هيكلة المؤامرة بقصد التعبير عن بعض التفاصيل ولكن ليس الآخرين، باتباع أو تخريب قواعد النوع، واستخدام مختلف وسائل قص القصص والأساليب اللغوية الأخرى.[8]

وهكذا، تتضمّن أيّ رواية قصيّة الشخص الذي يحكي قصة وكيف يروي قصة (على سبيل المثال، عن طريق استخدام تيار الوعي أو رواية غير موثوق بها). قد يكون الراوي مجهول الهوية وغير محدد، أو شخصية تظهر وتشارك في قصتهم (سواء كانت وهمية أو واقعية)، أو المؤلف نفسه كشخصية. قد يقوم الراوي فقط بربط القصة للجمهور دون التورط في الحبكة وقد يكون لديه وعي متنوع بأفكار الشخصيات والأحداث البعيدة. تحتوي بعض القصص على رواة متعددين لتوضيح قصص الشخصيات المختلفة في أوقات مختلفة، مما يؤدي إلى إنشاء قصة بمنظور معقد.

## أنواع القص
كان هناك نقاش مستمر حول طبيعة وجهة نظر القص. سعت مجموعة متنوعة من المناهج النظرية المختلفة إلى تحديد وجهة النظر من حيث الشخص والمنظور والصوت والوعي والتركيز. منظور القص هو موقف وشخصية الراوي، فيما يتعلق بالقص.

### النظرية الأدبية
يحدد عالم السيميائية الروسي بوريس أوسبنسكي خمس مستويات يتم التعبير عن وجهة نظرها في قص: 1) مكاني، 2) زمني، 3) نفسي، 4) تألفي، 5) أيديولوجي. طورت الناقدة الأدبية الأمريكية سوزان سنادير لانسر هذه الفئات أيضًا.
يمكن أن تشير وجهة النظر الزمنية إلى زمن القص، أو يمكن أن تشير إلى مدى تفصيل أو تلخيص القص. على سبيل المثال، عندما يتم قص الأحداث بعد وقوعها (القص اللاحق)، يكون الراوي في موقع متميز بالنسبة لشخصيات القصة ويمكنه الخوض في المغزى الأعمق للأحداث والأحداث، موضحًا الزلات والمعاني المفقودة في القصة. تركز وجهة النظر الزمنية أيضًا على وتيرة القص. يمكن تسريع وتيرة القص أو إبطائها. يؤدي تأخر القص (إبطاء القص) إلى إبراز الأحداث وتقترح ما يجب أن يلاحظه القارئ، في حين أن تجميع أو تسريع وتيرة القص يضع الأحداث والأحداث في الخلفية، مما يقلل من أهميتها.
وجهة النظر النفسية تركز على سلوكيات الشخصيات. يخلص لانسر إلى أن هذا «جانب معقد للغاية من وجهة النظر، لأنه يشمل السؤال الواسع عن مسافة الراوي أو تقاربه مع كل شخصية وحدث... ممثلة في النص.» التعليقات السلبية تبعد القارئ عن وجهة نظر الشخصية بينما التقييمات الإيجابية تخلق تقاربًا مع وجهة نظرها.
تركز وجهة النظر اللغوية على خصائص الكلام للشخصيات والراوي. على سبيل المثال، قد تُقيِّم الأسماء والألقاب والصفات والألقاب التي تُعطى لشخصية ما تصرفات الشخصية أو كلامها وتعبر عن وجهة نظر قصيّة.
وجهة النظر الأيديولوجية ليست فقط «الجانب الأساسي لوجهة النظر» ولكن أيضًا «أقل سهولة في الوصول إلى الصفة الرسمية، لأن تحليلها يعتمد إلى حد ما على الفهم الحدسي». يركز هذا الجانب من وجهة النظر على المعايير والقيم والمعتقدات والنظرة العالمية للراوي أو الشخصية. قد يتم التعبير عن وجهة النظر الأيديولوجية صراحة - ما يسميه لانسر «الأيديولوجية الصريحة» - أو قد يتم تضمينها في المستويات «البنيوية العميقة» للنص وليس من السهل تحديدها.

### الشخص الأول
تكشف وجهة نظر الشخص الأول القصة من خلال راوي مرجعي ذاتي ومشارِك. أول شخص يخلق علاقة وثيقة بين الراوي والقارئ، من خلال الإشارة إلى الحرف وجهة نظر مع الضمائر أول شخص مثل الأول ولي (وكذلك نحن ولنا، كلما كان الراوي هو جزء من مجموعة أكبر). أي أن الراوي يعترف صراحة بوجوده. في كثير من الأحيان، يكون الراوي بضمير المتكلم هو البطل، الذي يتم التعبير عن أفكاره الداخلية للجمهور، حتى لو لم يكن لأي من الشخصيات الأخرى. لا يستطيع الراوي بضمير المتكلم ذي المنظور المحدود أن يشهد أو يفهم كل جوانب أي موقف. وبالتالي، لن يتمكن الراوي من هذا المنظور من الإبلاغ عن الظروف بشكل كامل وسيترك للقارئ سجلًا شخصيًا لتفاصيل الحبكة. بالإضافة إلى ذلك، يمكن أن تتبع شخصية الراوي أجندة خفية أو قد تواجه تحديات عقلية أو جسدية تزيد من إعاقة قدرتها على إخبار القارئ بالحقيقة الكاملة والدقيقة للأحداث. يتضمن هذا الشكل القص المؤقت بضمير المتكلم كقصة داخل قصة، حيث يتم إعادة إنتاج الراوي أو الشخصية التي تراقب رواية قصة من قبل شخص آخر بالكامل، بشكل مؤقت ودون انقطاع يحول القص إلى المتحدث. يمكن أن يكون الراوي من منظور الشخص الأول هو الشخصية المحورية أيضًا. شخصية وجهة النظر ليست بالضرورة الشخصية المحورية: أمثلة على شخصيات وجهة النظر الداعمة تشمل دكتور واتسون وسكوت في أن تقتل طائرا بريئا ونيك كاراوي من غاتسبي العظيم.

### الشخص الثاني
وجهة نظر الشخص الثاني هي وجهة نظر يكون فيها الجمهور شخصية. ويتم ذلك مع استخدام الضمائر ثاني شخص مثلك. قد يخاطب الراوي الجمهور حرفيًا، ولكن غالبًا ما يكون الشخص الثاني الذي يشير إليه هذه القصص هو في الواقع بعض الشخصيات داخل القصة. الروايات بضمير المخاطب نادرة نسبيًا، بل إن وجهة النظر هذه تميل في الغالب إلى أن تكون محصورة في الأغاني والقصائد. ومع ذلك، فإن بعض الأمثلة البارزة تشمل رواية هالف أسليب إن فروج بيجاما للكاتب توم روبنز، إذا كان مسافرًا في ليلة شتوية من تأليف إيتالو كالفينو، والقصة القصيرة لوري مور وجونوت دياز، والقصة القصيرة البيضة التي كتبها آندي وير،الأفكار الثانية بواسطة ميشيل بوتور. أقسام من الموسم الخامس لـ جيميسين وتوابعه التي تمَّ قصها أيضًا بضمير المخاطب.
«أنت لست من النوع الذي سيكون في مكان مثل هذا في هذا الوقت من الصباح. ولكن ها أنت ذا، ولا يمكنك القول إن التضاريس غير مألوفة تمامًا، على الرغم من أن التفاصيل غامضة». - افتتاح خطوط عمل جاي ماكينيرني برايت لايتس، بيج سيتي (1984)
كُتب «اختر مغامرتك الخاصة» بضمير المخاطب. وبالمثل، فإن الخيال التفاعلي المستند إلى النص، مثل كولوسال كايف أدفنتشير وزورك، يحتوي بشكل تقليدي على أوصاف مكتوبة بضمير المخاطب، تخبر الشخصية بما تراه وتفعله. تتم مصادفة هذه الممارسة أيضًا في بعض الأحيان في الأجزاء المستندة إلى النص من الألعاب الرسومية، مثل تلك الموجودة في سبايدر ويب، والتي تستخدم بشكل كبير نص نكهة الشخص الثاني في مربعات النص المنبثقة مع أوصاف الشخصية والموقع. تمت كتابة رواية «حالة وقف» للكاتب تشارلز ستروس بضمير المخاطب في إشارة إلى هذا الأسلوب.

### الشخص الثالث
في وضع القص بضمير الغائب، يشير القص إلى جميع الشخصيات التي تحتوي على ضمائر ضمير الشخص الثالث مثل هو، أو هي، أو هم، وليس ضمائر الشخص الأول أو الثاني أبدًا. يوضح هذا أن القص يتم دون الحاجة إلى راوي يتم تحديده وتجسيده كشخصية داخل القصة. لغرض المقارنة مع القصص التي لها راوي، يوصف القص بضمير الغائب على أنه يحتوي على راوي مجهول.
تقليديا، القص بضمير المخاطب هو الأسلوب القصي الأكثر استخدامًا في الأدب. لا يتطلب ذلك شرح وجود الراوي أو تطويره كشخصية معينة، كما هو الحال مع الراوي بضمير المتكلم. وبالتالي فهي تسمح بقص قصة دون تفصيل أي معلومات عن راوي (راوي) القصة. بدلاً من ذلك، غالبًا ما يكون الراوي بضمير الغائب مجرد تعليق غير متجسد، وليس شخصية مطورة بالكامل. في بعض الأحيان، يُطلق على القص بضمير الغائب اسم منظور «هو / هي»، وفي حالات نادرة، يُطلق على وجهة نظر المؤلف / كلي العلم.
عادةً ما يتم تصنيف أوضاع الشخص الثالث على محورين. الأول هو محور الذاتية / الموضوعية، مع القص الذاتي بضمير الغائب الذي يتضمن مشاعر وأفكار شخصية أو أكثر للشخصيات، والقص الموضوعي بضمير الغائب لا يصف مشاعر أو أفكار أي شخصيات، بل الحقائق الدقيقة للقصة فقط.. يمكن أيضًا تصنيف أوضاع الشخص الثالث على طول المحور كلي العلم / المحدود. ينقل الراوي الشامل المعرفة معلومات من شخصيات وأماكن وأحداث متعددة في القصة، بما في ذلك أفكار أي شخصيات معينة، وينقل الراوي المحدود من شخص ثالث المعرفة والخبرة الذاتية لشخصية واحدة فقط. أصبح القص بضمير المخاطب، في كلٍّ من متغيراته المحدودة وكلية العلم، هو المنظور القصي الأكثر شيوعًا خلال القرن العشرين.

#### الراوي المتكامل
يتم تقديم وجهة نظر الراوي المتكامل بمنظور شامل، ورؤية ومعرفة كل ما يحدث في عالم القصة، بما في ذلك ما يفكر فيه كل من الشخصيات ويشعر به. كانت وجهة النظر القصية هذه هي الأكثر استخدامًا في الكتابة القصية. شوهد في عدد لا يحصى من الروايات الكلاسيكية، بما في ذلك أعمال تشارلز ديكنز وليو تولستوي وجورج إليوت. في بعض الأحيان يأخذ نهجًا شخصيًا. تتمثل إحدى ميزات العلم القصي الشامل في أنه يعزز الإحساس بالموثوقية الموضوعية (أي الصدق الظاهر) للحبكة، والتي قد تكون مهمة مع القصيات الأكثر تعقيدًا. راوي الشخص الثالث كلي العلم هو الأقل قدرة على أن يكون غير موثوق به - على الرغم من أن شخصية الراوي كلي العلم يمكن أن يكون لها شخصيتها الخاصة، حيث تقدم أحكامًا وآراء حول سلوك شخصيات القصة.
تتناوب العديد من القصص، خاصة في الأدب، من شخصية إلى أخرى في حدود الفصل، كما هو الحال في سلسلة أغنية من الجليد والنار لجورج آر آر مارتن. البيت والعالم، الذي كتبه رابيندراناث طاغور في عام 1916، هو مثال آخر على كتاب يتحول بين ثلاثة أحرف فقط عند حدود الفصل. في سلسلة أبطال أولمبس، تتبدل وجهة النظر بين الشخصيات على فترات. تركز سلسلة هاري بوتر على بطل الرواية في كثير من الروايات السبع، لكنها تنحرف عن الشخصيات الأخرى في المناسبات، لا سيما خلال الفصول الافتتاحية للروايات اللاحقة في السلسلة، والتي تتحول من منظور هاري المسمى باسمه إلى شخصيات أخرى (على سبيل المثال، في هاري بوتر والأمير الهجين).
يتم استخدام وجهة نظر الشخص الثالث المحدودة من قبل راوي مجهول يتبع منظور شخصية واحدة. هذه هي وجهة النظر القصية الأكثر شيوعًا في الأدب منذ أوائل القرن العشرين. تشمل الأمثلة كتب هاري بوتر وجي إم كوتيزس ديزجرايس.

#### الراوي الموضوعي
وجهة النظر الذاتية هي عندما ينقل الراوي أفكار ومشاعر وآراء شخصية أو أكثر. إذا كانت هذه مجرد شخصية واحدة، فيمكن تسميتها الراوي الموضوعي، حيث يقتصر القارئ على أفكار شخصية معينة (غالبًا ما يكون بطل الرواية) كما هو الحال في وضع الشخص الأول، باستثناء الاستمرار في تقديم أوصاف شخصية باستخدام- ضمائر الشخص. غالبًا ما تكون هذه الشخصية الرئيسية فعلى سبيل المثال لا الحصر، غابرييل في عمل جيمس جويس الموتى، أو يونغ غودمان براون للمخرج ناثانيال هاوثورن، أو سانتياجو في عمل إرنست همينغوي الشيخ والبحر. يمكن أيضًا تصنيف بعض أوضاع المعرفة الشاملة من منظور الشخص الثالث على أنها استخدام وضع الشخص الثالث ذاتيًا (موضوعيًا) عندما ينتقلون بين أفكار ومشاعر جميع الشخصيات.
على النقيض من المنظورات الواسعة والشاملة التي شوهدت في العديد من روايات القرن التاسع عشر، يطلق على الشخص الثالث ذاتيًا أحيانًا منظور «فوق الكتف»، يصف الراوي فقط الأحداث المدركة والمعلومات التي تعرفها الشخصية. في أضيق نطاق وأكثرها ذاتية، تقرأ القصة كما لو أن شخصية وجهة النظر ترويها؛ هذا يشبه إلى حد كبير الشخص الأول، من حيث أنه يسمح بالكشف المتعمق عن شخصية البطل، لكنه يستخدم قواعد الشخص الثالث. سيغير بعض الكتاب المنظور من شخصية وجهة نظر إلى أخرى، كما هو الحال في عمل روبرت جوردان، عجلة الزمن، أو في عمل أغنية جورج آر آر مارتن، أغنية الجليد والنار. جديرٌ بالذكر هنا أنَّ الكلام الحر غير المباشر هو عرض أفكار الشخصية بصوت راوي الشخص الثالث.
تستخدم وجهة النظر الموضوعية راويًا يروي قصة دون وصف أفكار أو آراء أو مشاعر أي شخصية؛ بدلا من ذلك، أنه يعطي موضوعية، وأشر مشاركات النظر. غالبًا ما يكون الراوي منزوعًا عن الإنسانية من أجل جعل القص أكثر حيادية. غالبًا ما يُرى هذا النوع من وضع القص خارج الخيال في مقالات الصحف ووثائق السيرة الذاتية والمجلات العلمية. يمكن وصف هذا الوضع القصي في اللّغة الإنجليزيّة بأنه أسلوب "fly-on-the-wall" أو عربيًا "عدسة الكاميرا" الذي يمكنه فقط تسجيل الإجراءات التي يمكن ملاحظتها ولكن لا يفسر هذه الإجراءات أو ينقل الأفكار التي تدور في أذهان الشخصيات. تؤكّد الأعمال الخيالية التي تستخدم هذا الأسلوب على تمثيل الشخصيات لمشاعرهم بشكل ملحوظ. الأفكار الداخلية، إذا تم التعبير عنها، يتم تقديمها من خلال جانبا أو مناجاة. في حين أن هذا النهج لا يسمح للمؤلف بالكشف عن الأفكار والمشاعر غير المعلنة للشخصيات، إلا أنه يسمح للمؤلف بالكشف عن معلومات قد لا تكون على علم بها جميع الشخصيات أو أي منها. مثال على ما يسمى بمنظور عين الكاميرا هو عمل تلال كالفيلة البيضاء " للكاتب إرنست همنغواي. يُطلق على هذا الوضع القصي أيضًا اسم درامي الشخص الثالث لأن الراوي، مثل جمهور الدراما، محايد وغير فعال تجاه تطور الحبكة - مجرد متفرج غير مشارك.

### الراوي المتناوب
في حين أن الاتجاه للروايات (أو الأعمال القصية الأخرى) هو تبني وجهة نظر واحدة في جميع أنحاء الرواية بأكملها، فقد استخدم بعض المؤلفين وجهات نظر أخرى، على سبيل المثال، التبديل بين الرواة من منظور الشخص الأول أو التبديل بين الرواة الأول- وصيغة القص بضمير الغائب. تتنقل الكتب العشرة من سلسلة مغامرات بيندراغون، بقلم دي جي ماك هايل، ذهابًا وإيابًا بين منظور الشخص الأول (إدخالات دفتر يومية مكتوبة بخط اليد) للشخصية الرئيسية على طول رحلته بالإضافة إلى منظور الشخص الثالث غير المتجسد الذي يركز على أصدقائه في الوطن. تقدّم مارغريت آتوود في روايتها الاسم المستعار غريس وجهة نظر شخصية واحدة من منظور الشخص الأول بالإضافة إلى شخصية أخرى من منظور شخص ثالث محدود. في كثير من الأحيان، سيحاول الراوي الذي يستخدم الشخص الأول أن يكون أكثر موضوعية من خلال توظيف الشخص الثالث أيضًا في مشاهد الحركة المهمة، خاصةً تلك التي لا يشارك فيها بشكل مباشر أو في المشاهد التي لا يتواجد فيها لمشاهدة الأحداث بشكل مباشر. تم العثور على هذا الوضع في عمل باربرا كينغسولفر إنجيل بويسنوود، وفي رواية ويليام فولكنر بينما أرقد محتضرة، حتى أنَّ منظور الشخص المتوفى مشمول.
تتناوب الراوية أودري نيفينيغر في امرأة مسافرة عبر الزمن بين طالبة فنون تدعى كلير وأمين مكتبة يدعى هنري. تدور رواية جون جرين وديفيد ليفيثان ويل جرايسون، ويل جرايسون بين ولدين يُدعى ويل جرايسون. إنه يتناوب بين كلا الصبيان يرويان الجزء الخاص بهما من القصة، وكيف يلتقيان وكيف تتجمع حياتهما بعد ذلك. يحتوي عمل نيك هورنبي الطريق إلى الهاوية على أربعة رواة، وهم أيضًا شخصيات رئيسية. تلتقي هذه الشخصيات الأربعة في أعلى مبنى شاهق يُعرف باسم «مكان الانتحار» ويبدأون في الحديث بدلاً من القفز. ثم يشكلون مجموعة ويستمرون في الالتقاء. تحتوي هذه السلسلة على أربعة كتب خاصّة بحيثُ يبرز فيها رواوة التناوب من بين الشخصيات الرئيسية الستة، جيك، راشيل، توبياس، كاسي، ماركو.
لدى روايتي اسمي أحمر ومنزل صامت من تأليف أورخان باموق رواة متناوبون من منظور الشخص الأول. أحيانًا حتى الحيوانات والنباتات والأشياء تروي.

## زمن القص
في زمن القص الماضي، تقع أحداث الحبكة قبل حاضر الراوي. هذا هو إلى حد بعيد الزمن الأكثر شيوعًا في التعبير عن القصص. يمكن أن يكون هذا في ماضي الراوي البعيد أو ماضيهم المباشر، والذي للأغراض العملية هو نفسه حاضرهم. يمكن استخدام الفعل الماضي بغض النظر عما إذا كان الإعداد في الماضي أو الحاضر أو المستقبل للقارئ.
في الروايات التي تستخدم المضارع، يتم تصوير أحداث الحبكة على أنها تحدث في اللحظة الزمنية الحالية للراوي. من الأمثلة الحديثة للروايات المسرودة بصيغة المضارع تلك الخاصة بثلاثية ألعاب الجوع لسوزان كولينز. يمكن أيضًا استخدام المضارع لرواية أحداث في ماضي القارئ. يُعرف هذا باسم «الحاضر التاريخي». هذا الزمن أكثر شيوعًا في روايات المحادثة التلقائية منه في الأدب المكتوب، على الرغم من أنه يُستخدم أحيانًا في الأدب لإعطاء إحساس بفورية الأفعال.
زمن المستقبل هو الأكثر ندرة، حيث يصور أحداث الحبكة على أنها تحدث في وقت ما بعد حاضر الراوي. في كثير من الأحيان، يتم وصف هذه الأحداث القادمة بحيث يكون لدى الراوي معرفة مسبقة (أو من المفترض أن يكون لديه معرفة مسبقة) بمستقبلهم، لذلك فإن العديد من القصص المتوترة في المستقبل لها نبرة نبوءة.

## تقنية القص

### تيار الوعي
يعطي تيار الوعي وجهة نظر الراوي (عادة بضمير المتكلم) من خلال محاولة تكرار عمليات التفكير - على عكس الإجراءات والكلمات المنطوقة - للطابع القصي. في كثير من الأحيان، يتم التعبير عن المونولوجات الداخلية والرغبات أو الدوافع الداخلية، بالإضافة إلى قطع من الأفكار غير المكتملة للجمهور ولكن ليس بالضرورة لشخصيات أخرى. تشمل الأمثلة مشاعر الرواة المتعددة في رواية ويليام فولكنر الصخب والعنف وبينما أرقد محتضرة، وغالبًا ما تكون الشخصية متفرقة كما هو الحال في رواية مارغريت آتوود حكاية الأمة. يجسد الكاتب الأيرلندي جيمس جويس هذا الأسلوب في روايته عوليس.

### راوي لا يُعتمد عليه
القص غير الموثوق به ينطوي على استخدام راوي غير جدير بالثقة. يمكن استخدام هذا الوضع لإعطاء الجمهور إحساسًا متعمدًا بعدم الإيمان بالقصة أو مستوى من الشك أو الغموض فيما يتعلق بالمعلومات التي من المفترض أن تكون صحيحة وما هو المقصود بها أن تكون خاطئة. الرواة غير الموثوق بهم عادة ما يكونون رواة بضمير المتكلم؛ ومع ذلك، قد يكون الراوي بضمير الغائب غير موثوق به. ومن الأمثلة على ذلك رواية جيروم ديفيد سالينجر الحارس في حقل الشوفان، حيث يكون راوي الرواية هولدن كولفيلد متحيزًا وعاطفيًا وحدثًا، ويفشي أو يحجب معلومات معينة عمدًا وفي بعض الأحيان ربما لا يمكن الاعتماد عليها تمامًا.